# Tempo Final
Tempo Final é uma minissérie portuguesa de género thriller, sobre seis histórias de crimes passionais não relacionados entre si. Fernando Luís, Ivo Canelas, São José Correia, Carla Maciel, Mafalda Pinto e Diogo Morgado são os protagonistas de cada um dos episódios. Este programa foi produzido pela Stopline Films, para ser transmitido na RTP1. Exibida às quintas-feiras, a minissérie estreou a 22 de setembro de 2011 e terminou a 3 de novembro do mesmo ano. O formato e guião de Tempo Final são adaptados da série argentina homónima, Tiempo Final, criada por Alejandro Borensztein e Sebastián Borensztein.

## Produção

### Versão original
Produzida pela BBTV e Telefé Contenidos, a série Tiempo Final estreou na Telefé no dia 3 de agosto de 2000.
Tornou-se uma das séries do género thriller mais aclamadas pela crítica argentina, o que justificou a sua renovação para novas temporadas. Totalizou três temporadas, de 22, 21 e 26 episódios, respectivamente.
Todas as semanas um grupo de personagens enfrenta um beco sem saída, um destino irremediável que mudará suas vidas para sempre. Desde amantes que cansados do anonimato decidem revelar sua existência, a um assassino em série que se esconde sobre a inofensiva imagem de um encanador, ou ainda uma despedida de solteiro que rapidamente se torna inesquecível.

### Adaptação chilena
No Chile realizou-se uma adaptação da série, intitulada Tiempo final: Em tiempo real. Foram produzidas duas temporadas emitidas pela TVN entre 2004 e 2006, em horário nobre. Em 2007, o canal repetiu a transmissão da série.

### Versão cinematográfica
A Fox Latinoamérica criou uma nova versão da série, intitulada Tiempo Final, realizada na Colômbia e emitidas para a América Latina. O formato também foi vendido à cadeia espanhola Antena 3. Filmada em qualidade cinematográfica, a série teve três temporadas, respetivamente com 26, 15 e 13 episódios. Foram transmitidas entre 2007 e 2009.
Tiempo Final é uma viagem sem retorno que combina elementos policiais, erotismo e mistério com situações de alto teor dramático como nunca foi visto antes na televisão latinoamericana.
Esta versão da série foi realizada por três reconhecidos realizadores colombianos: Ricardo Gabrielli ("Cuando rompen las olas"), Felipe Martínez ("Bluff") e Juan Felipe Orozco ("Al final del espectro").

### Adaptação portuguesa
O realizador Leonel Vieira foi o responsável pela compra do original argentino, Tiempo Final. Foram selecionados para adaptar da Primeira temporada os episódios Venenosos (Episódio 3) e Doble vida (Episódio 10), da Segunda temporada o episódio La tasación (Episódio 13) e da Terceira temporada os episódios Mano a mano (Episódio 2), La despedida (Episódio 6) e El anzuelo (Episódio 20).
A gravações da minissérie decorreram no início de 2010. O produtor defendeu que com Tempo Final, o propósito foi realçar uma diversidade de talentos da produção portuguesa, entre actores, directores de fotografia e realizadores, através de um programa de ficção que pudesse ser visto em horário nobre.
O lançamento e promoção de Tempo Final incluíram uma campanha de mupis distribuída nos grandes centros urbanos portugueses.
Após meses sem definição da estreia, a RTP1 agendou a transmissão do primeiro episódio para uma quinta-feira, 22 de setembro de 2011, no horário das 22h30m. Seis semanas mais tarde, a 3 de novembro do mesmo ano, o episódio final foi transmitido a partir das 22h30m.

## Sinopse geral
Na sinopse oficial divulgada pela RTP lê-se: «Uma minissérie de 6 episódios, adaptada do formato original Argentino de grande sucesso Tempo Final. Seis episódios fechados que apenas têm em comum o facto de cada história ser contada em tempo real.
«Cada história é marcada pelas imprevisíveis reviravoltas e ritmo imposto que dificilmente o deixará respirar nesta quase uma hora de crime e suspense. Filmado em Alta Definição 2k numa linguagem cinematográfica. Estes seis episódios são assinados por três realizadores, Leonel Vieira, Pedro Varela e Yuri Alves. Uma série encabeçada por um casting de atores de excelência.»

## Formato
Esta minissérie retrata um ciclo de incidentes de suspense muito concentrado e muito intenso. As histórias ocorrem em tempo real, ou seja, começam, desenvolvem-se e terminam numa hora. Cada história ocorre em apenas um local e tem no máximo três ou quatro personagens.
As características principais são: enredos de grande suspense, muitos deles do género policial, algumas doses de humor, idas e vindas inesperadas que fazem com que o espetador não adivinhe o desenlace até o segundo final.

## Elenco e personagens
| Episódio 1: Venenosos. - Fernando Luís, como Heitor. - Rita Lello, como Ana. - Marta Melro, como Violeta. - Cucha Carvalheiro, como Helena. Elenco adicional: Luís Castro. Episódio 2: Vida dupla. - João Tempera, como Raul. - Lúcia Moniz, como Isabel. - Ivo Canelas, como Óscar. Elenco adicional: Yuri Alves. Episódio 3: Mano a mano. - São José Correia, como Gabriela. - Adriano Carvalho, como Mário. - Susana Arrais, como Paula. - Joaquim Horta, como Carlos. - Rita Frazão, como Gina. - Pedro Varela, como Ricardo. | Episódio 4: Hora marcada. - Carla Maciel, como Inês. - Vera Alves, como Luísa. - Sérgio Grilo, como Rui. Episódio 5: A despedida. - Mafalda Pinto, como Paula. - Nuno Pardal, como Gonçalo. - Ana Cristina de Oliveira, como Mariana. - Barbara Costa, como Ana. Elenco adicional: Leandro Caetano. Episódio 6: A armadilha. - Diogo Morgado, como Pedro. - Rui Unas, como Rodrigo. - Patrícia Bull, como Gabriela. - Patrícia André, como Lúcia. Elenco adicional: Joaquim Nicolau. |

## Lista de episódios
| Episódios | Episódios | Transmissão original   | Transmissão original  | Dia a semana | Audiências (média dos episódios) |
| Episódios | Episódios | Estreia                | Final                 | Dia a semana | Audiências (média dos episódios) |
| --------- | --------- | ---------------------- | --------------------- | ------------ | -------------------------------- |
|           | 6         | 22 de setembro de 2011 | 3 de novembro de 2011 | Quinta-feira | 2,5% (rating) 7,4% (share)       |

A temporada acompanha seis histórias de crimes passionais. Cada episódio tem um elenco específico. Abaixo, estão listados os episódios exibidos a partir de 22 de setembro de 2011:
| Ep.# | Título       | Argumento                                                       | Realização    | Transmissão Original   | Rating |
| --- | ------------ | --------------------------------------------------------------- | ------------- | ---------------------- | ------ |
| 01 | Venenosos    | Adaptação: Pedro Varela Guião: Sebastián Borensztein            | Leonel Vieira | 22 de setembro de 2011 | 2.6%   |
| Heitor, casado com Ana há 25 anos, decide fugir com Violeta, a sua jovem amante, e levar consigo as economias de uma vida inteira. Para evitar o desgosto amoroso, de tamanha traição, a melhor ideia que lhe ocorre é envenenar uma caixa de chocolates que oferece à sua mulher que tanto o ama. Mas as coisas acabam por se complicar e nada acaba como planeado.                                                     |              |                                                                 |               |                        |        |
| |              |                                                                 |               |                        |        |
| 02 | Vida dupla   | Adaptação: Pedro Varela Guião: Sebastián Borensztein            | Pedro Varela  | 6 de outubro de 2011   | -      |
| O casamento de Raul e Isabel é aparentemente perfeito, até que Óscar, entra pela casa dentro com um machado e um plano de vingança. Óscar revela a sua relação amorosa de oito anos com Raul e obriga Isabel a assistir à humilhação que tem preparada para o seu marido, contando pormenores da sua intimidade até que um jogo mortal nos leva a um final inesperado.                                                   |              |                                                                 |               |                        |        |
| |              |                                                                 |               |                        |        |
| 03 | Mano a mano  | Adaptação: Pedro Varela Guião: Walter Slavich e Marcelo Slavich | Yuri Alves    | 13 de outubro de 2011  | -      |
| Uma Clínica dentária. Um dentista casado e a sua paciente, uma mulher atraente com quem vive uma intensa história de amor. A visita inesperada da sua mulher e a revelação desta traição trazem um desfecho inesperado. Um confronto mano a mano que acaba num ponto sem retorno. |              |                                                                 |               |                        |        |
| |              |                                                                 |               |                        |        |
| 04 | Hora marcada | Adaptação: Pedro Varela Guião: Walter Slavich e Marcelo Slavich | Pedro Varela  | 20 de outubro de 2011  | -      |
| Inês é casada com Rui, um elemento do corpo de intervenção da policia. Uma agente imobiliária visita Inês para uma avaliação do imóvel e encontra um cenário de violência doméstica. Luísa percebe que a vida da sua cliente poderá estar nas suas mãos. A história de duas mulheres, um marido violento e a luta até à morte por alguma dignidade.                                                                      |              |                                                                 |               |                        |        |
| |              |                                                                 |               |                        |        |
| 05 | A despedida  | Adaptação: Pedro Varela Guião: Nora Mazzitelli                  | Leonel Vieira | 27 de outubro de 2011  | 1.9%   |
| As amigas de Paula preparam-lhe uma agradável surpresa para a sua despedida de solteira. Nesta noite bastante divertida, Paula termina no quarto com o stripper. Mas algo imprevisível acontece, Gonçalo o noivo de Paula, aparece sem avisar e descobre a infidelidade da sua futura mulher. A partir daqui Paula e as amigas são obrigadas a participar na cruel vingança de Gonçalo.                                  |              |                                                                 |               |                        |        |
| |              |                                                                 |               |                        |        |
| 06 | A armadilha  | Adaptação: Pedro Varela Guião: Nora Mazzitelli                  | Yuri Alves    | 3 de novembro de 2011  | -      |
| Pedro e Rodrigo, dois empresários bem-sucedidos, acabam vítimas do plano de duas sedutoras mulheres que tentam sacar o cofre da sua empresa. Controlado pelos dois sócios, e recheado com os resultados de alguns negócios milionários, este cofre é agora o objecto a proteger para uns e a ambição de riqueza imediata para outros. Esta armadilha, onde nada é o que parece, torna-se um jogo surpreendente e mortal. |              |                                                                 |               |                        |        |
| |              |                                                                 |               |                        |        |

## Receção

### Audiências
Ao longo da sua transmissão, a série não apresentou níveis de audiência elevados. O episódio de estreia registou um valor de rating de 2.6% de audiência e 7.7% de share.
Em média, Tempo Final registou apenas 2,5% de rating e 7,4% de share. O episódio 5 foi o menos visto, registando 1.9% de audiência e 5.5%% de share.

### Crítica
A opinião da crítica portuguesa foi geralmente positiva. André Pereira (Espalha factos), num balanço dos primeiros quatro episódios de Tempo Final, considera-a «uma das melhores séries produzidas em Portugal nos últimos anos». Destacou o episódio Vida dupla, pelas «interpretações de Ivo Canelas, Lúcia Moniz e João Tempera, as mais consistentes até agora». Atribuiu à série a pontuação de 18 valores (numa escala de 20).

### Prémios e nomeações
A série foi nomeada para o Troféu TV7 Dias da cerimónia III Gala Troféus de Televisão 2011, na categoria de Melhor série. No entanto, perdeu para Pai à Força.